# 馬里奧·莫拉
馬里奧·莫拉（英語：Mario Mola，1990年2月23日—）為西班牙職業鐵人三項運動員。他參加2012年奧運排名第19，2016年奧運排名第8。他以第一名完成2016年世界鐵人三項系列賽，以第二名完成2013年、2014年世界鐵人三項系列賽。

## 外部連結
- 馬里奧·莫拉官方網站 （页面存档备份，存于） （西班牙文）